# NGC 6373
NGC 6373 (другие обозначения — UGC 10850, MCG 10-25-23, ZWG 300.22, PGC 60220) — спиральная галактика с перемычкой (SBc) в созвездии Дракон.
Этот объект входит в число перечисленных в оригинальной редакции «Нового общего каталога».
В галактике вспыхнула сверхновая SN 2001ad типа IIb, её пиковая видимая звездная величина составила 17,4.
В галактике вспыхнула сверхновая SN 2012an типа IIb, её пиковая видимая звездная величина составила 17,4.